# اچ‌ام‌اس لویاتان (۱۹۰۱)
اچ‌ام‌اس لویاتان (۱۹۰۱) (به انگلیسی: HMS Leviathan (1901)) یک کشتی بود که طول آن ۵۰۰ فوت (۱۵۰ متر) بود. این کشتی در سال ۱۹۰۱ ساخته شد.